# 斧

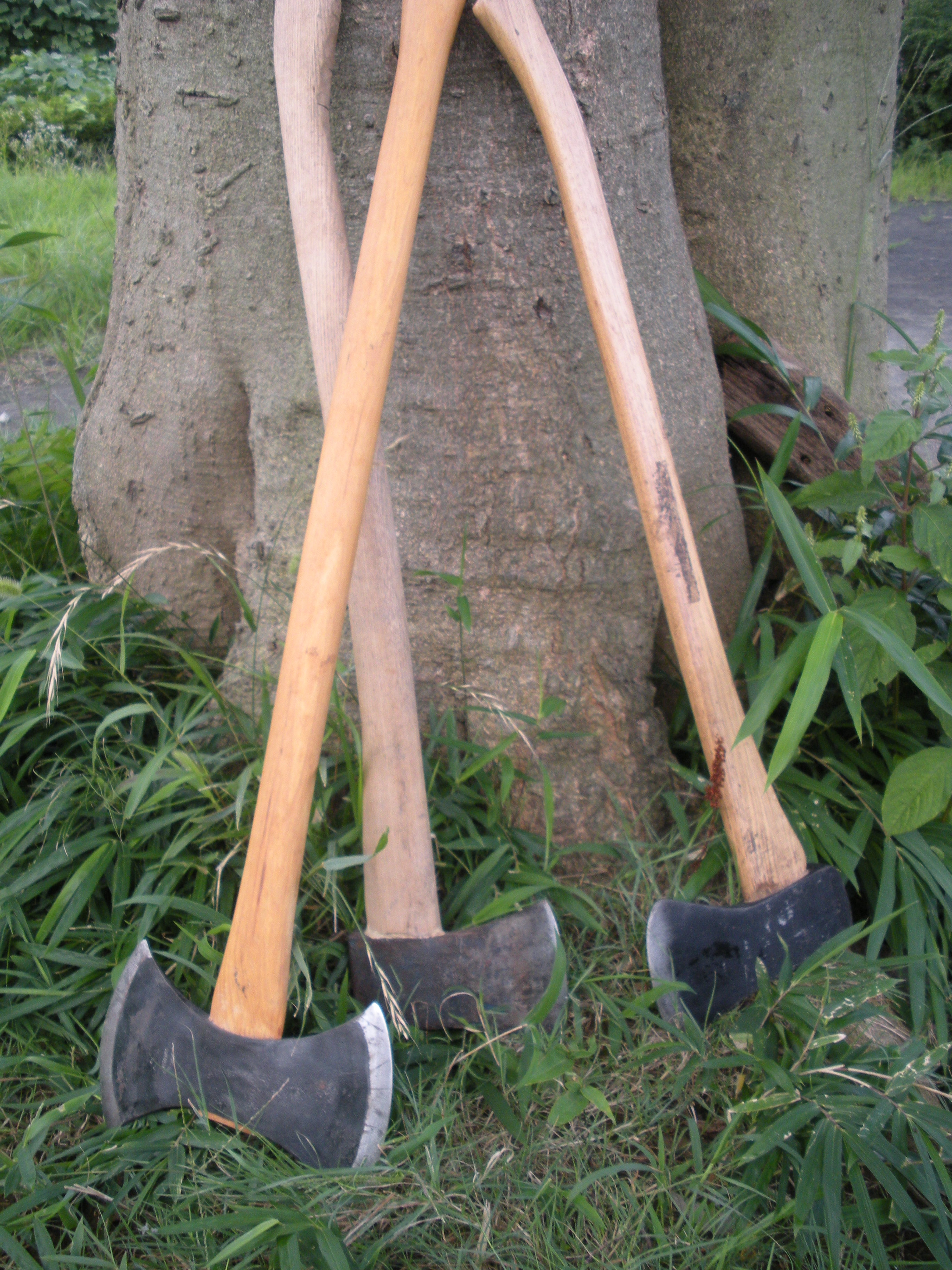
西洋式の伐採斧

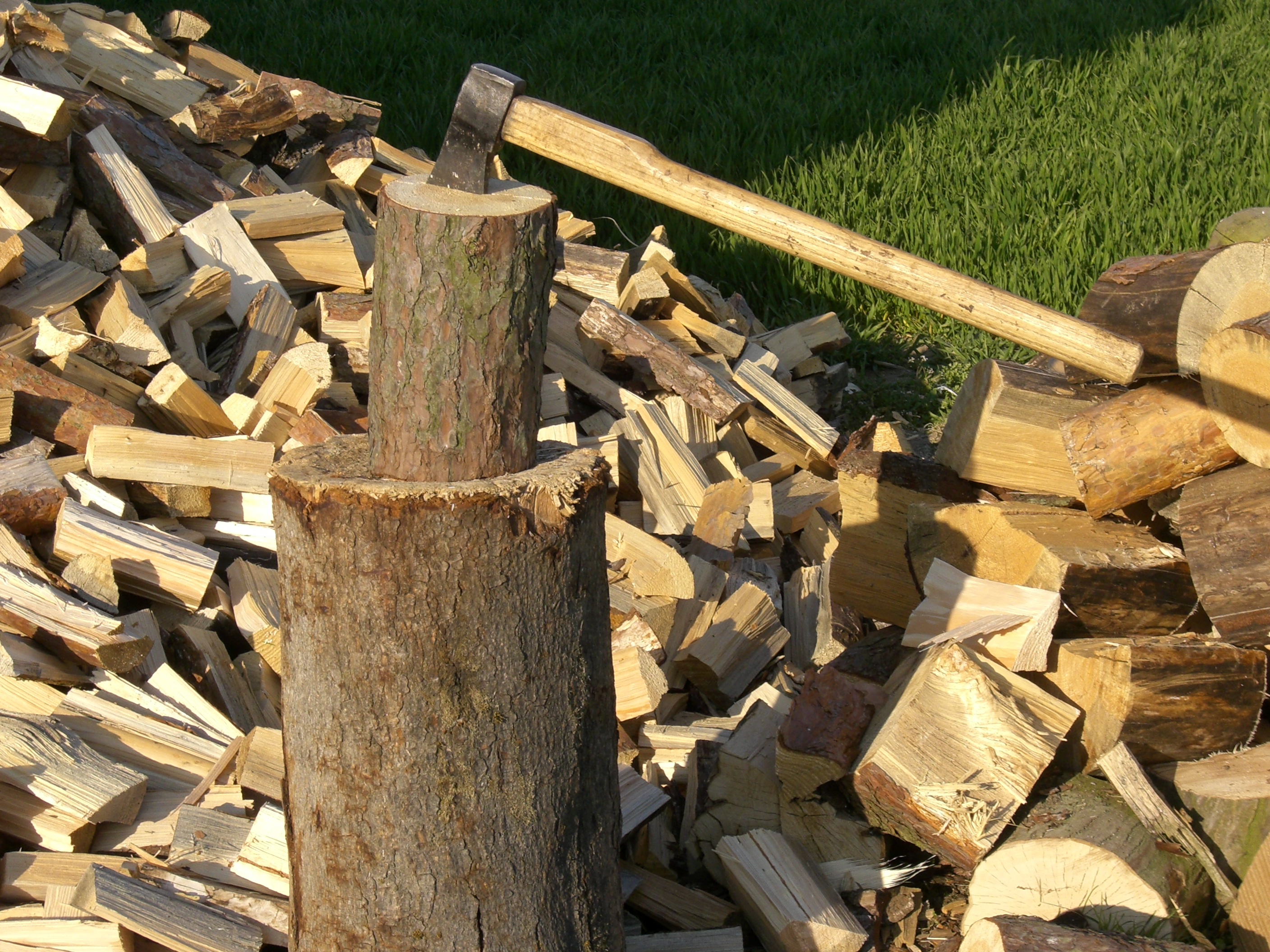
薪割り

斧（おの、よき）は、片手、もしくは両手持ちの柄の先に厚くて重い刃を装着した叩き切るための刃物である。

## 概要

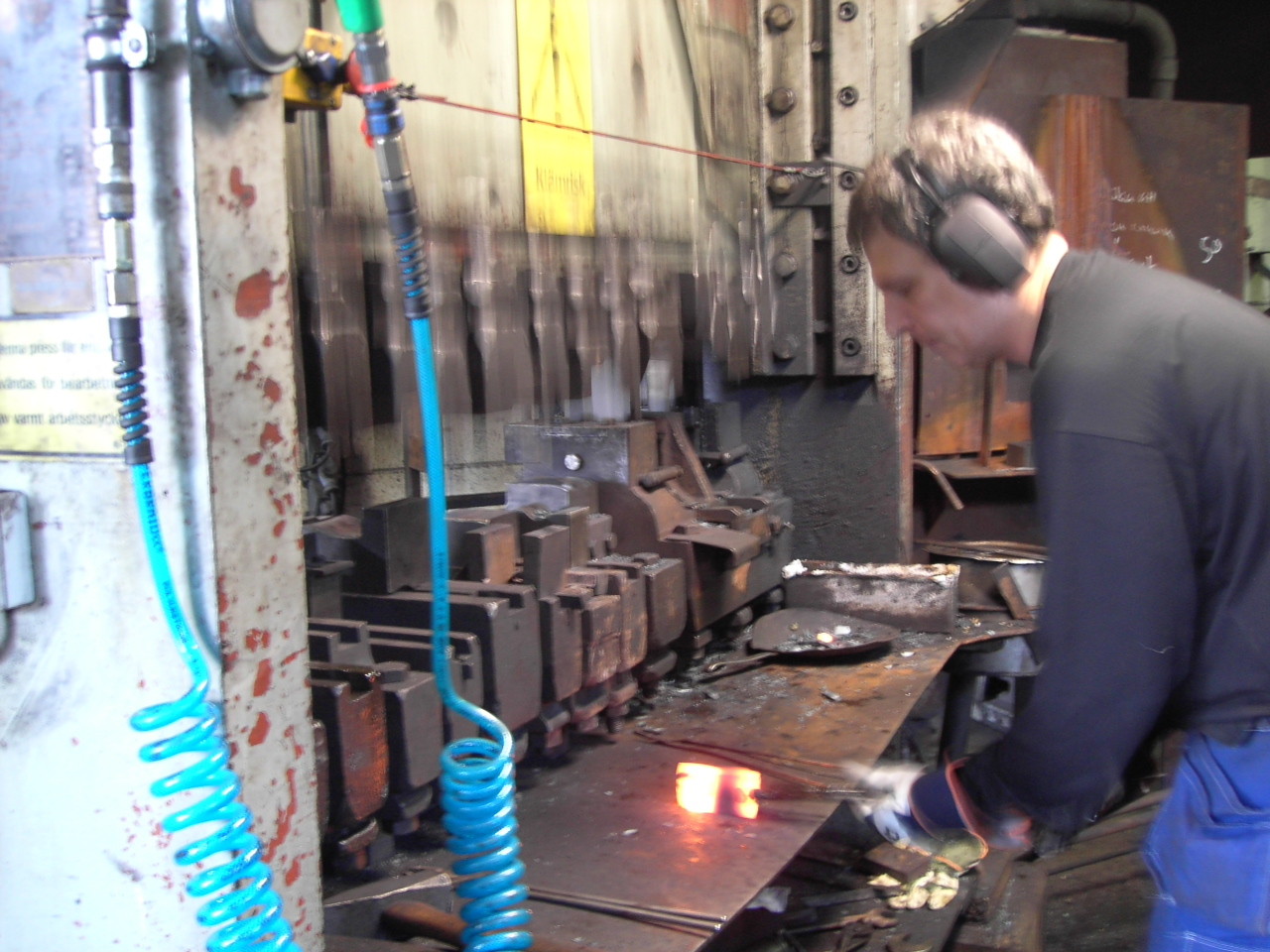
現代における、斧の刃の製造

石器時代から世界中に遍在する、歴史のある道具である。→#歴史
斧の基本的な用途は、樹木の伐採、また木材の成型、薪づくり等々である。道具としての斧の一般的な用途は、生きている樹木を伐り倒し丸太を作ったり、枝を切り払ったり、丸太を割ったり、材木を成形すること、薪をつくることなどである。例えば山での伐採に用いる斧に切斧（きりよき）がある。また切り出した木材を角材に製材する斧に削斧（はつりよき）がある。斧は武器としても使用されてきた歴史がある。武器として発達した斧は戦斧と呼ばれる。
斧は使用方法ごとに様々なタイプがある。現代の斧は使用目的やサイズ、様式ごとに特化している。
斧は石器時代より、石斧（せきふ）として存在し、樹木をたたき切る道具や武器として用いられた。石斧はその製法により打製石斧と磨製石斧に分けられる。技術の発達に連れ、銅、青銅、鉄および鋼で作られた斧が現われた。
片手で使うための短い柄を持つ斧はしばしば手斧（ハンドアックス、ハチェット『Hatchet』）と呼ばれる。特に樹木伐採や木材加工用の、片手で使える小型のものをそう呼ぶのである（ただし「手斧」という語は、柄のない斧、を指すためにも用いられているので若干注意が必要である）。ハチェットはしばしば刃の背にハンマーを備えていることが多い。また現代では、柄に収納式のガードが取り付けてあり、刃を保護し安全に持ち歩けるようにしたものもある。
中世、近代では通常は木製の柄とそれに直角に固定された金属製の刃からなる。材質に着目すると、西洋の斧は、伝統的には全鋼の刃に、曲線的な木製の柄（典型的な材としてヒッコリー、もしくはホワイト・アッシュ、アオダモ製のものなど）から構成されている。大抵の斧の刃は刃欠けが起こらないように柔らかめに焼き入れを施してあり、鑢で研ぐことも可能である。柄は近年ではプラスチック製やグラスファイバー製の柄も珍しくない。
日本の斧は、刃が主に全鋼製で両手で扱う薪割り斧と、割込で片手で扱う伐採斧があり、柄はカシ製の直線柄である。日本では、斧頭に柄を固定する場合柄に楔を割りこませるのではなく、櫃と柄の隙間に楔を打つ固定法が伝統的な固定方法であり、その場合の楔を『柄子』と呼ぶ。柄子を使用した固定方法では、斧頭の衝撃を分散させ、柄の寿命を伸ばすことが可能である。なお日本語では伝統的に、大きい斧や、特に刃渡りの広い斧（丸太の側面を削って角材を作るためのもの）を鉞（まさかり）と呼びわける。和語では薪などを細く割る小型の斧を「マキ割り」「よき」とも呼んだ。

## 歴史

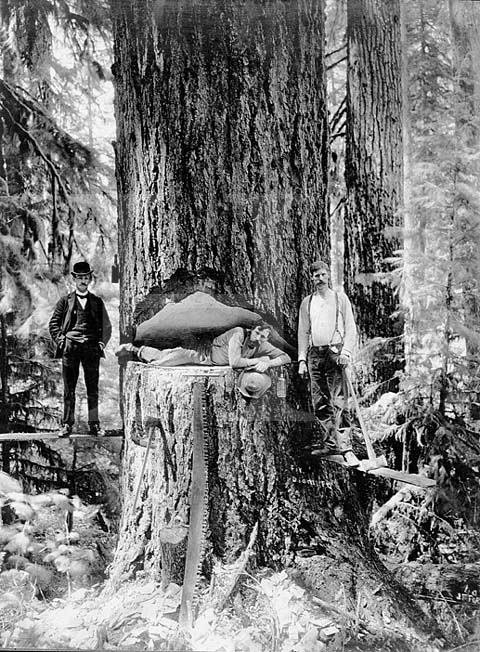
斧と鋸を使っての、巨木の伐採。20世紀初頭、アメリカにて。

### 石器時代と石斧

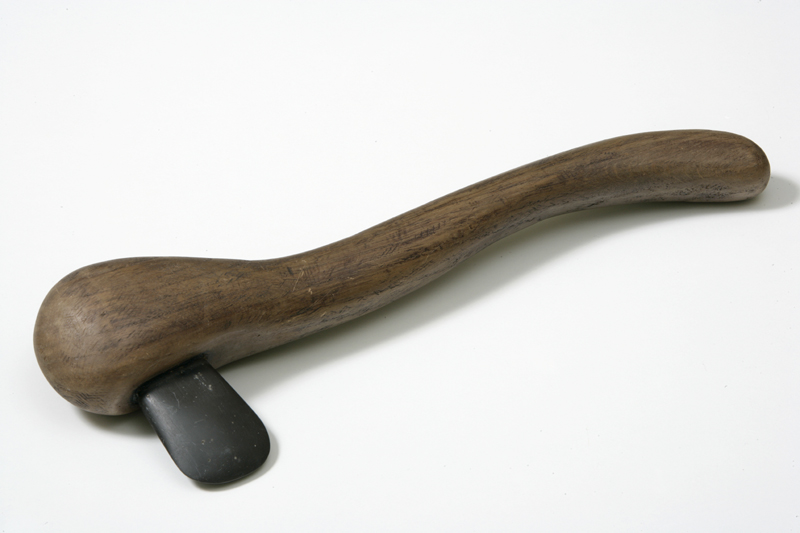
博物館に展示されている石斧

手斧のような初期の石器は恐らく柄が付いていなかったと思われる。最初の本当の柄付き斧は中石器時代（紀元前6000年頃）に始まることが知られているが、一部の地方では枝角で作られていた斧が新石器時代でも利用され続けた。燧石で作られた切る道具は柄が付けられ「ちょうな」として使われた。磨製石器の石斧は新石器時代以降に現れることが知られている。それらは木を切り倒し加工するために使用された。木製の柄はほとんど見つかっていないが、斧は通常くさびを使って柄に取り付けられたようである。刃を固定するには樺のタールや生革の紐が用いられた。新石器時代の後期（ミシェルスベルク文化、Cortaillod文化）では長方形の非常に小さな刃が一般的になった。それらは柄に取り付けられるとき枝角のスリーブが付けられた。これは柄が割れることを防ぎ、同時に石の刃自体への衝撃を和らげた。
新石器時代の初期には打製石器だった斧の刃は、次第に磨製石器になっていった。新石器時代の晩期までには製材（木製の鋸や砂）は一般的になった。これにより、生の素材のより効率的な使用が可能になった。スカンジナビア、北部ドイツ、およびポーランドでは燧石の打製石器、磨製石器の刃を持つ斧が一般的だった。
石の斧は実に効率的な道具である。これを使用すると、直径10センチメートルのトネリコ硬材を切り倒すのに約10分かかる。直径30センチメートルならば1 - 2時間であった（現代の比較:3.5キログラムの競技用伐採斧を用いた場合、25センチメートルのストローブマツ軟材が2分未満）。
新石器時代の晩期以降（Pfyn-Altheim文化）平らな斧が銅あるいはヒ素を混ぜた銅で作られていた。青銅の斧は初期の青銅器時代（A2）以降見つかる。平斧はパルスターブ、フランジ付き斧、さらにその後、翼付き斧、ソケット付き斧へと進化していく。
紀元前3千年紀（?）、ヨーロッパのいわゆる戦斧民族は初期のインド・ヨーロッパ語族、後のケルト人とドイツ人の先祖に当たると考えられている。また、斧は中国の武器類で重要な役割を占めた。
「斧」を意味するプロトインドヨーロッパ語の単語はpelek'u（ギリシア語：pelekus、サンスクリット：parashu）だったと思われる。しかし、この単語は恐らく究極的にはシュメール語balag、アッカド語pilakuと関係する借用語、あるいは新石器時代のwanderwortだったかもしれない（ラブリュス、en:Parashuramaも参照のこと）。
何千もの磨製石斧が粗仕上げされていた新石器時代後期の「斧工場」はイギリス（例えばカンブリアのGreat Langdale）、アイルランド（Lambay島、Porphyry、Rathlin島およびTievebulliagh、porcellanite）、ポーランド（Krzemionki、フリント）、フランス（Plancher-les-Mines、ボージュ山地、pelite、Plussulien、ブリタニー、meta-dolerite）およびイタリア（Val de'Aoste、omphacite）が知られている。石斧の分布は有史以前の貿易を示す重要なサインである。磨製石斧の刃の起源を決定するためにはその薄片を使う。
石斧は今日なおイリアンジャヤ（ニューギニア）の一部で作られ使用されている。ハーゲン山地域は主要な生産の中心地だった。

### 古代
古代エジプト、古代ギリシア、古代ローマなど。

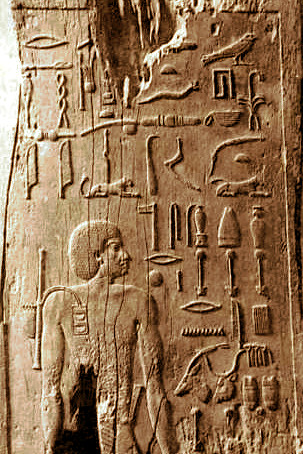
古代エジプトの様々なヒエログリフ（基本的には表音文字で一部象形文字）の中には斧の形を用いたものがある。

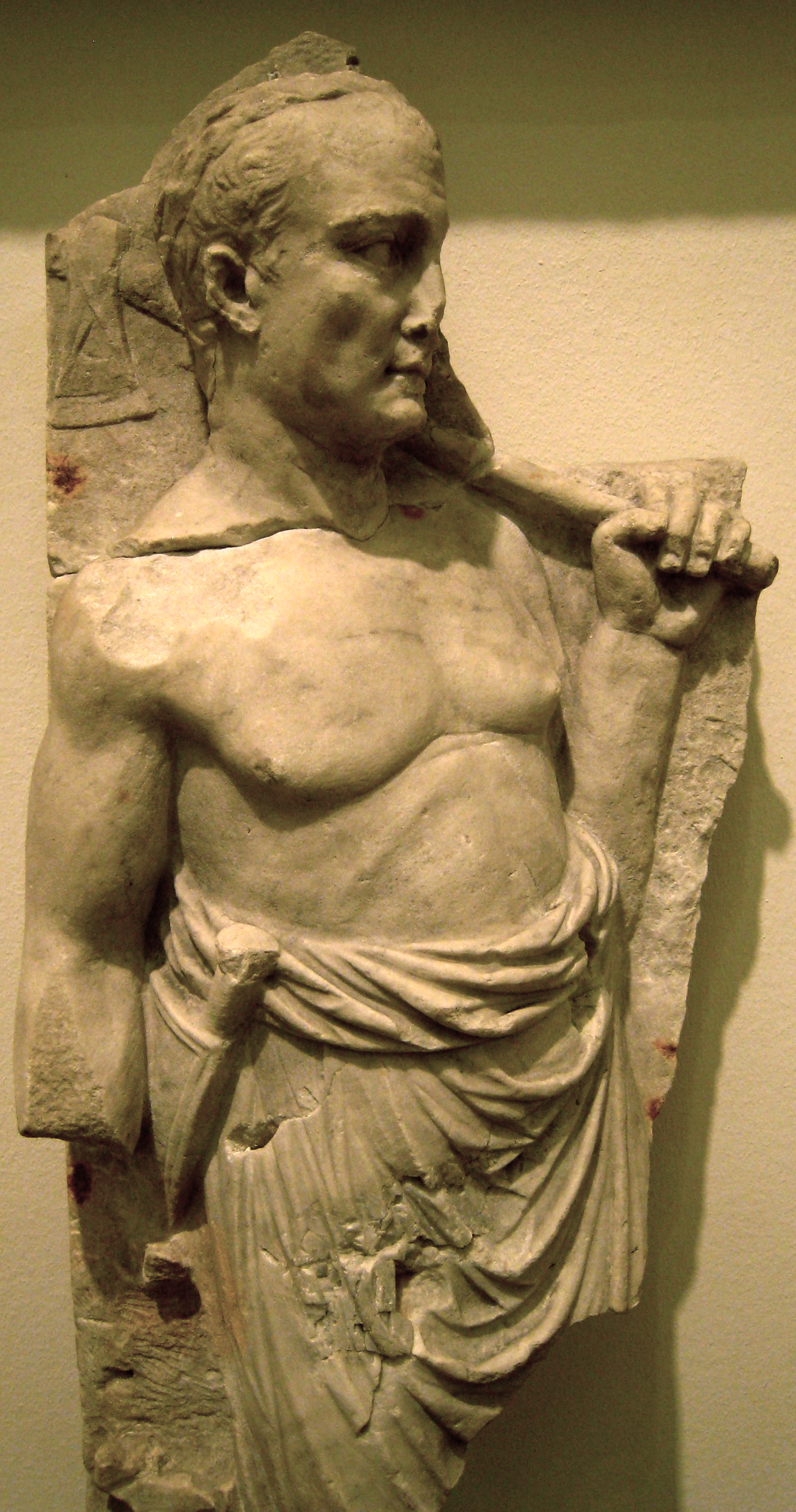
斧をかついでいる人（ローマ時代）

牧野の戦いでは、周の初代王武王が殷の第30代王紂王の首を黄鉞（錆びていない状態の金色の青銅器）で刎ねたとされているように実戦でも使用されていた。
| T7 |

| T7 |

| T7A |

| T7A |

- 石器の手で掴む形で使用した石斧
- アルカロコリの斧（英語版）
- 殷代の翡翠製の斧
- ドイツ、ブランデンブルク州立考古学博物館収蔵のソケット式の青銅斧

### 中世

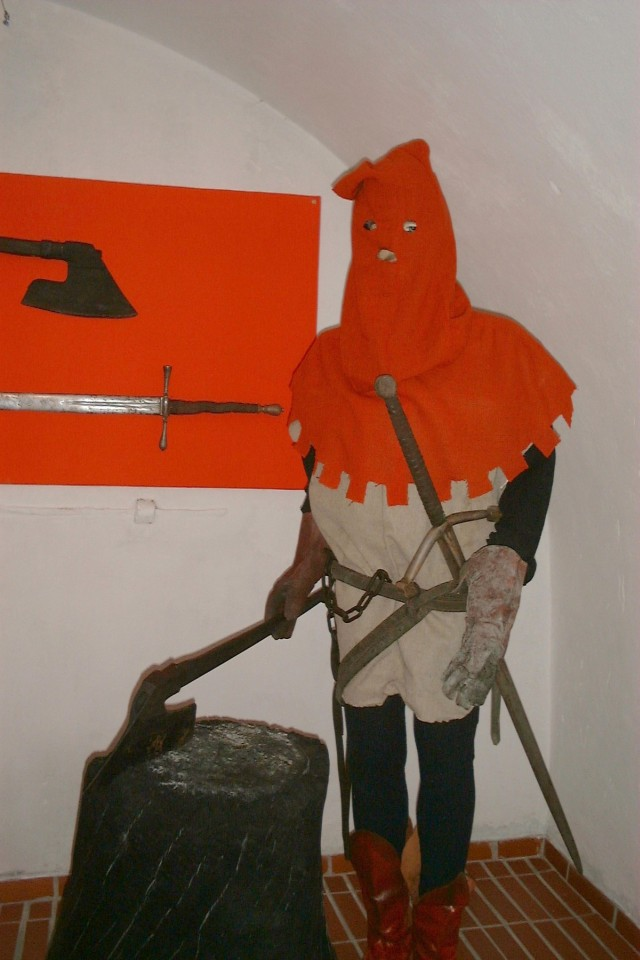
斬首刑用の斧を持った死刑執行人。処刑の台と斧を砧斧（ちんぷ）という。

### 近代、現代

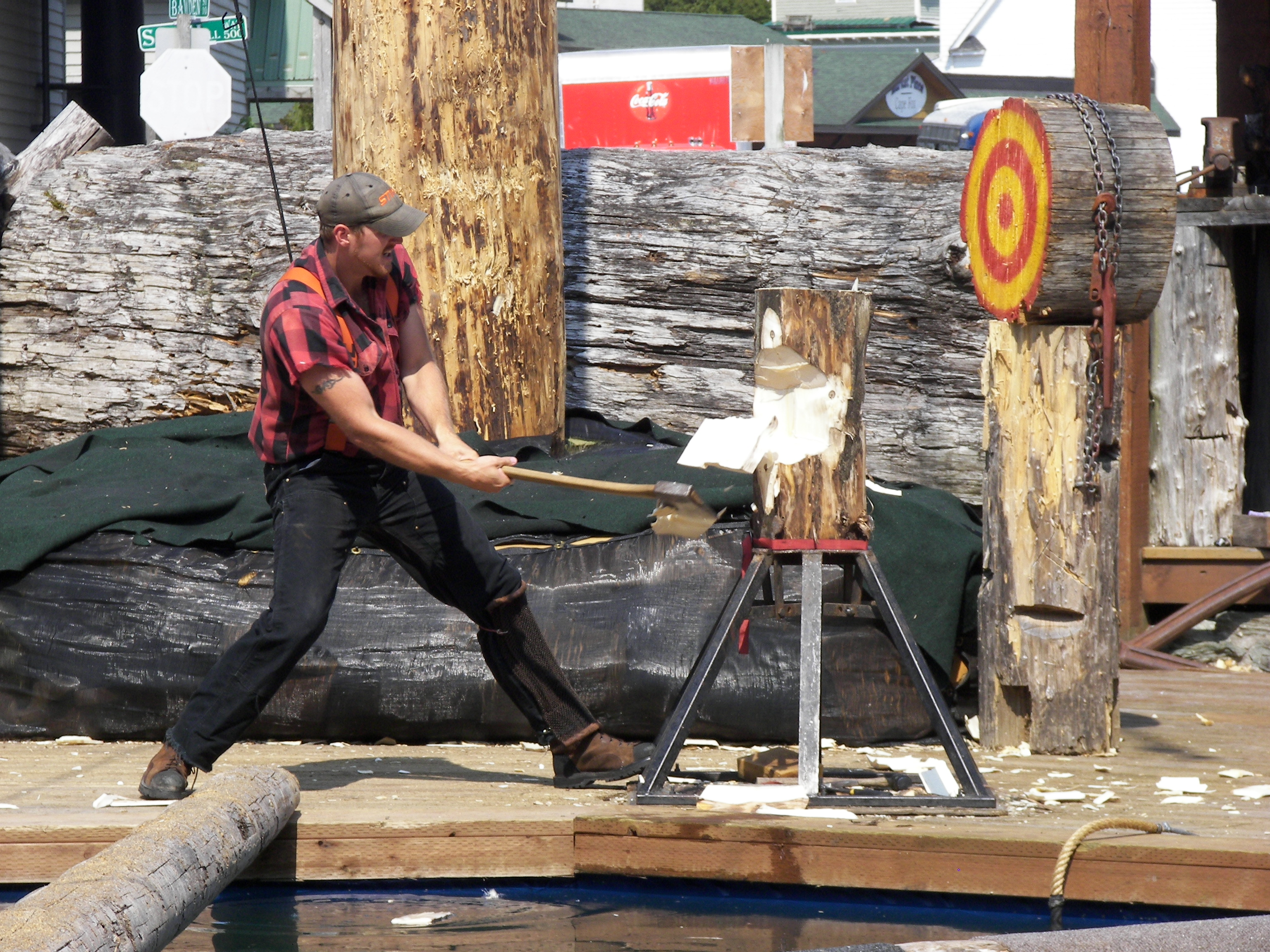
アラスカ州ケチカンでの丸太切り競争

開拓時代のアメリカ東海岸地域は広大な森林地帯であったため、効率的に開拓するために斧が改良され、元来のヨーロッパ式のものに比べ柄が湾曲し太くなり、刃も強く孤を描くように作られた。それまでのヨーロッパの直線柄で刃の細い斧に比べて1.5倍もの威力と振動吸収性があると言われている。
日本の場合はアメリカやヨーロッパで主に斧の柄に使用されるヒッコリーよりも耐久性に優るカシが斧の柄に用いられるため曲線柄にする必要は無い。

### 日本

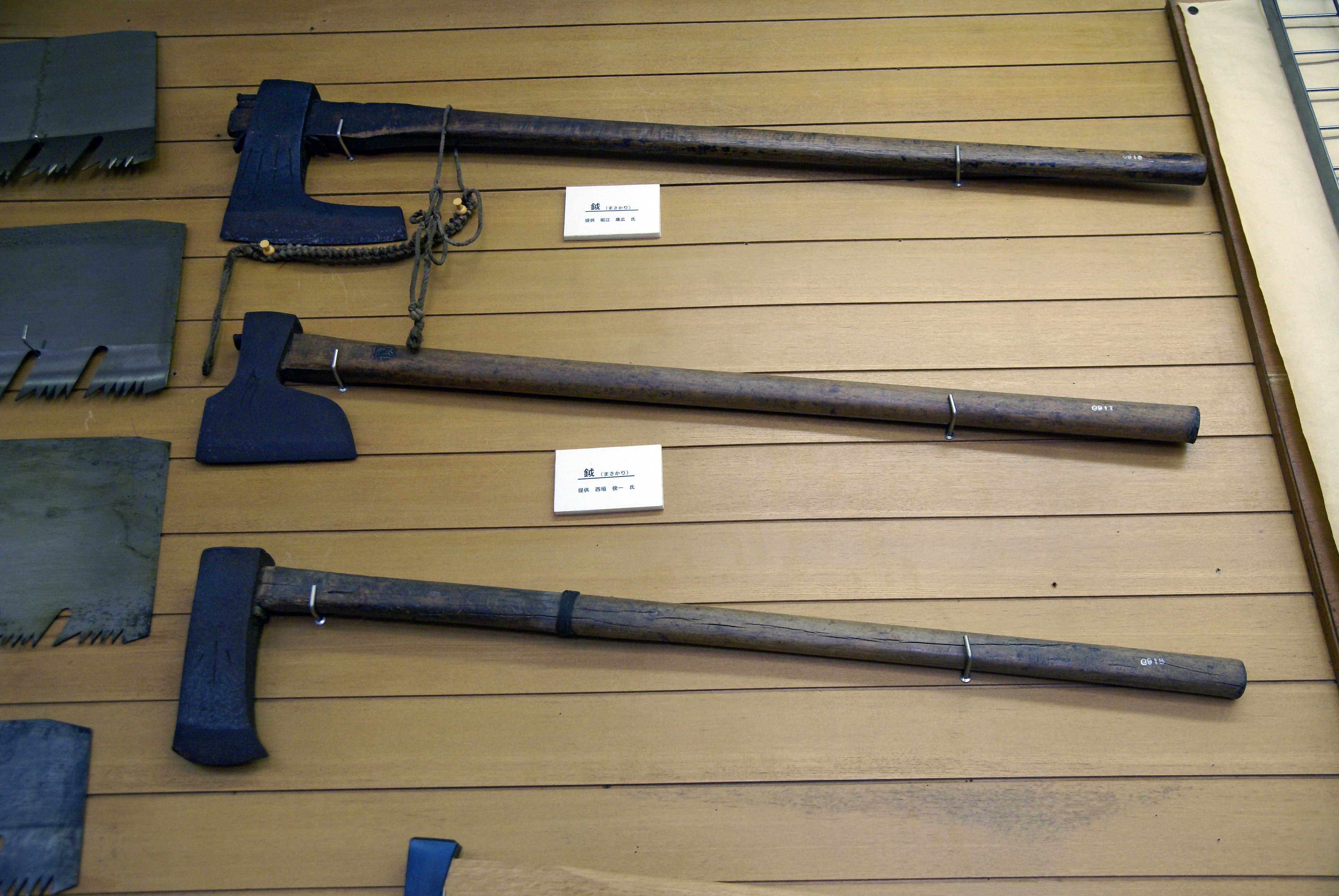
日本の伝統的な斧（三木市立金物資料館）

#### 旧石器時代、縄文時代、古墳時代など
日本においても旧石器時代より斧は「石斧」として使用されてきた。はじめは石を打ち欠いて整形した「打製石器」だったが、縄文時代に滑らかに研ぎ澄まされた「磨製石斧」へと進歩し、大いに作業性が高まった。大木の根元で火を焚き、石斧で削りとる方式で伐採されたクリの巨木で作られた櫓や「ウッドサークル」を、青森県三内丸山遺跡や北陸のチカモリ遺跡に見ることができる。弥生時代に中国大陸や朝鮮半島より鉄製の斧が伝来したが、当時は鉄が貴重品だったため、鉄の使用量が少なくて済む、鍬のように木製の刃の先に鉄を被せた形状のものが流通していた。それでも貴重な品で、権力者の石棺に副葬品として納められるほどの重要性を持っていた（なお、戦前まで沖縄で使われていた斧「ウーヌ」は、これとよく似た、木の台に刃を被せた形状である）。やがて鉄器製造技術の向上によって斧は刃の全てを鉄で作られるようになり、古墳時代から飛鳥時代にかけて全国的に広まり、さらに続縄文時代だった北海道にも伝播した。
鋸がほとんど普及していなかった鎌倉時代以前の日本において、斧・ちょうな・槍鉋は伐採から製材と仕上げをこなす唯一の道具であった。斧で木を伐り倒して断ち切り、楔で引き裂いて角材や板材の大まかな形を取り、ちょうなや鑓鉋で表面を仕上げる。この時代のちょうなは現在と似たようなものから刃幅3センチメートルくらいの片手で扱うものまで多種多様であった。日本では杉、檜のように、木目が通っていて引き割りやすい針葉樹が豊富であったため良質な材が枯渇しだす鎌倉時代までは鋸が普及することはなかった。法隆寺などにおいては、柱はもとより戸板や窓の格子に至るまで、樹齢2千年級の檜の巨材を斧で断ち切り、楔で打ち割ることによって素材を得ている。このような状況ゆえに、良材を原料にしなければ作れない大型の板は、大変に高価なものだった。

#### 鎌倉時代と南北朝時代、江戸時代
やがて鎌倉時代に丸太を横に寸断できる横挽き鋸が普及し、さらに室町時代には大陸から大型の縦挽き鋸（大鋸）が伝来した。以降は節の多い材や、ケヤキのような木目の入り組んだ材であっても挽き割って角材や板に加工できるようになり、木材は大いにコストダウンされた。さらにそれまで斧のみが使用されていた伐採作業もノコギリが併用されることとなった。ただし明治時代に入るまでは盗伐防止のために伐採時に音のしないノコギリは禁止され、斧の使用のみが許可されている藩もあった。

#### 明治時代以降
明治時代以降、良質で安価な鉄材が入手できるようになると、鋸が多用される傾向がさらに高まった。第二次世界大戦後には、小型・軽量化が著しく進んだチェーンソーや電動ノコギリなどの進歩により、化石燃料の使用、あるいは「薪割り機」の登場により、斧が使用される場は狭まっている。その一方で、握りやすい曲線的な柄など西洋式斧の利点を取り入れた和式の斧が開発されてもいる。

##### 武器としての使用
斧や鉞は古代より武器としても用いられたが、近接戦の雑武器の一つにすぎず、刀剣や弓矢などのように目立つものではなかったが、源平時代のころから戦場の主な武器の一つとして表舞台に顔出しするようになる。当時は騎馬武者を主力とした戦闘形態で、武者は太刀や弓矢を通さない堅い鎧や兜で武装していた。だが鉞は馬の脚を折り、斬ることで騎馬武者の戦闘力を削ぎ、鎧の上から骨を砕き、深手を負わることが可能だった。そうした威力が評価されて人気の武器となり、剛勇の士の得物となる。その頂点と言えるのが南北朝時代に流行した大鉞である。また、戦闘よりも攻城戦での破砕用に使われたとも言われる。だが、その重量と大きさゆえ、体力と筋力に優れた者にしか扱えない事が欠点だった。
14世紀には鉞は一般的な武器であったが、槍や鉞よりは薙刀の方が一般的であった。また14世紀後半には槍が戦場の武器として威力を発揮し、鉞は廃れていく。槍や大太刀も支持された武器であったが江戸時代の剣術の稽古には使いづらく、流派は多くが廃れてしまった。鉞は独自の流派を生み出すことがなかった。

## 象徴、宗教的儀式
少なくとも新石器時代後期以降には、精巧に作られた戦斧や丁字斧などは宗教的な重要性を持っており、またその所有者の地位の高さを示したと考えられている。ある種の斧は、ほとんど磨耗の跡が無い。新石器時代中期の柄の無い斧の刃だけが蓄えられたもの（イギリスのサマセット・レベルのように）は神への贈り物だったのかもしれない。

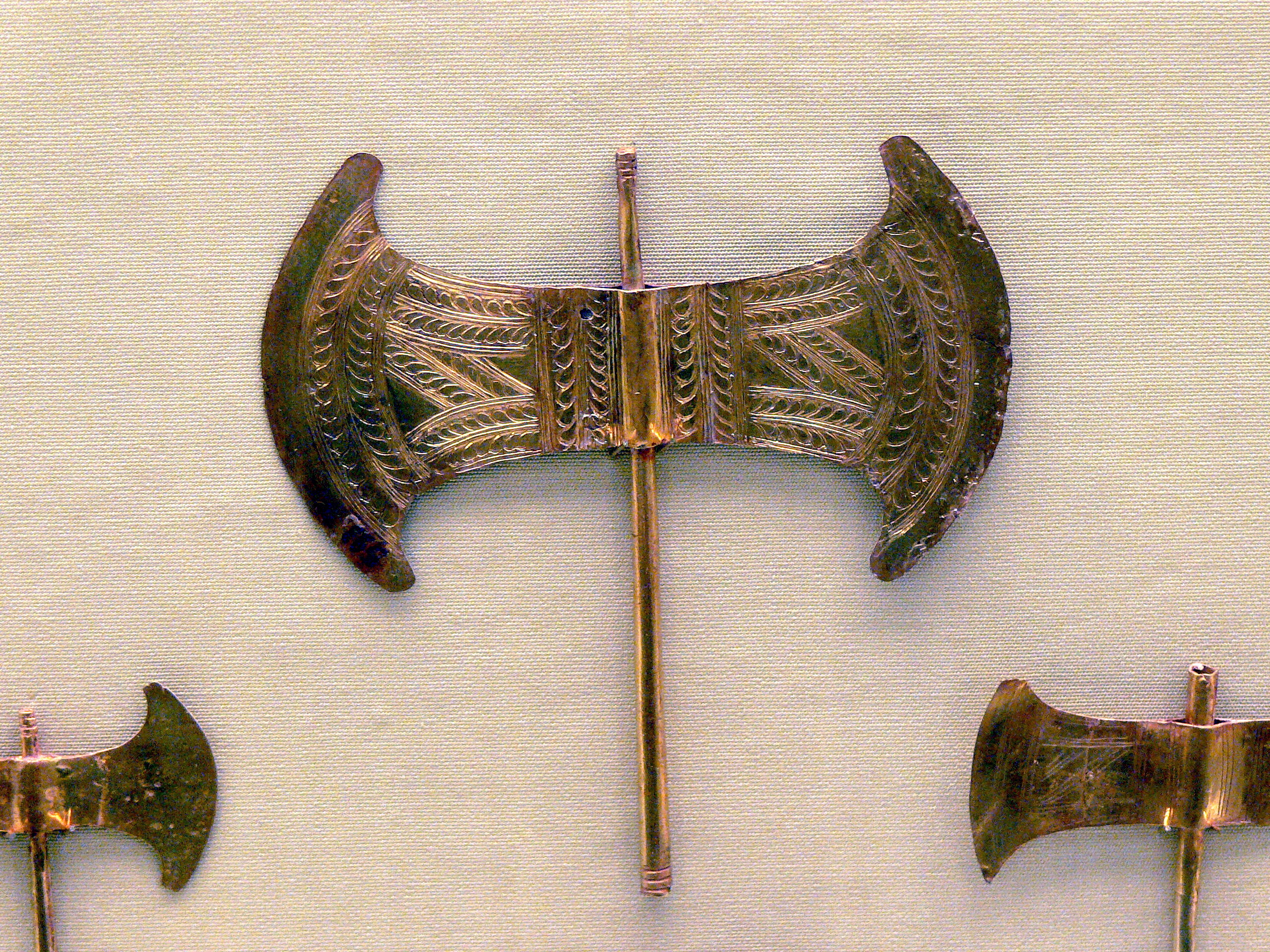
ミノア文明の金のラブリュス

ミノア文明時代のクレタ島では両刃の斧（ラブリュス、labrys）が特別の意味を持っていた。両刃の斧は新石器時代にまで遡る。1998年には精巧に装飾された柄の完備した両刃斧がスイスのツーク、チャムエスレンで見付かった。柄は長さ120センチメートルで、装飾された樺の樹皮で包まれていた。斧の刃は長さ17.4センチメートルで、Gotthard地域で採掘されたアンチゴライトで作られていた。柄は両円錐形の穴を通し、枝角のくさびと樺のタールによって固定されていた。それは初期Cortaillod文明に属する。

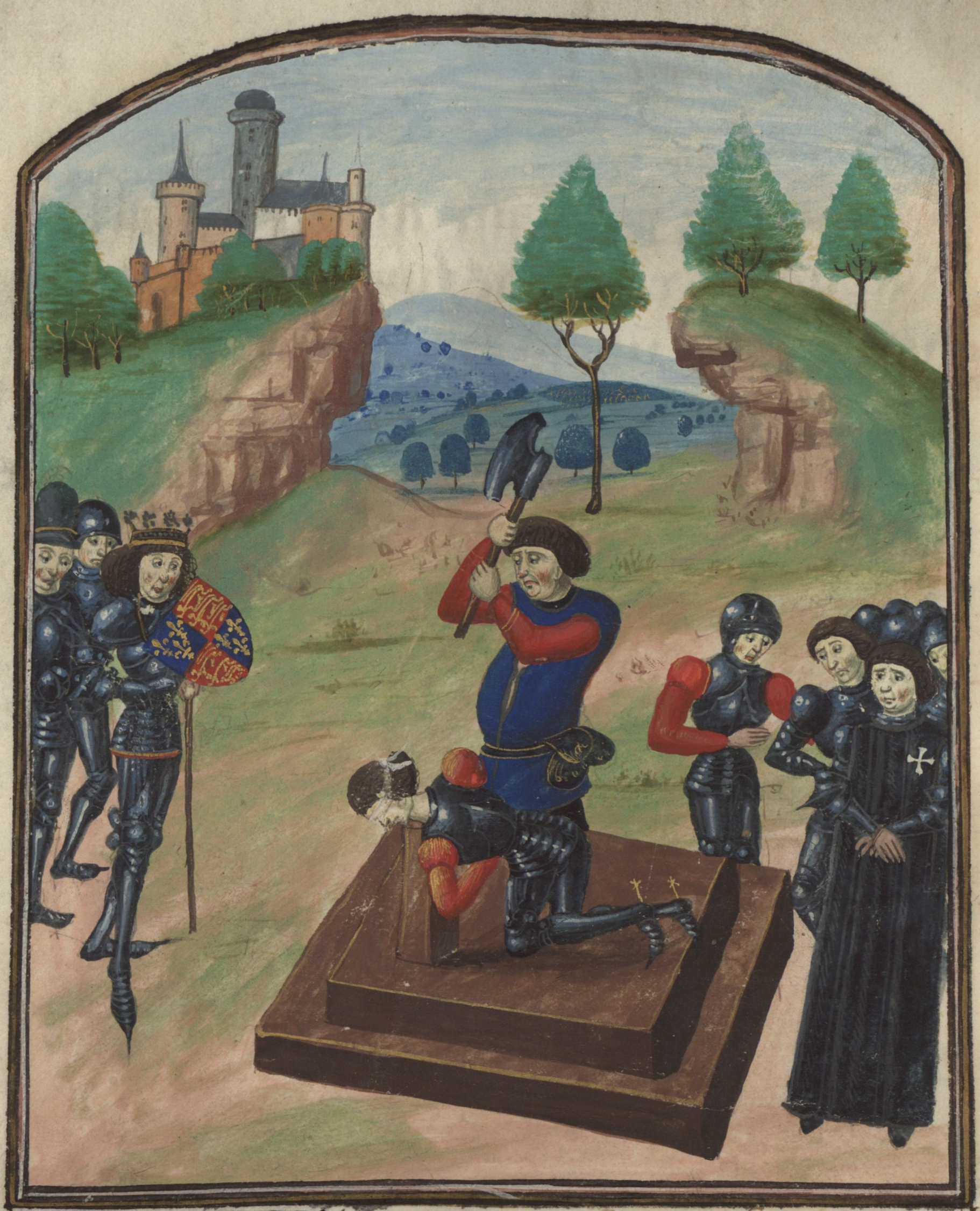
薔薇戦争のテュークスベリーの戦い後の斬首刑（1471年）

ローマの束桿（ファッシ）では斧が斬首する権能を表すという説もある。
実際にヨーロッパ諸国では近代まで斧による斬首刑が行われてきた。最期の斧による斬首刑は1900年12月10日にスウェーデンのヴェステロースで執行されたヨハン・フィィップ・ノーデァンドだと言われている。ちなみに、断頭台とは斧による斬首刑を行う場合に斧の下にある木の台のことを指していた。
民間伝承では石の斧が時々雷電であると考えられ、（神話的に）稲妻が同じ場所に2度落ちないと言われている（現在ではこれは真実でないと分かっている）ので、建物を稲妻から保護するために使用された。このために斧の伝播に偏りを引き起こした。
投げられた斧は嵐を近付けない力があると考えられたので、ときどき収穫物を悪天候から守るため、刃を空に向けて農地の中に置かれた。家の敷居の下に直立した斧を埋めると魔女除けになると言われ、またベッドの下に斧を置けば男子の誕生を保証すると言われた。

### 中国

中華民国の国章（1913年2月-1928年12月まで）。古代中国の皇帝が着ていた袞衣のデザイン「十二章」をモチーフにしており、果断を意味する斧が中央に置かれている。

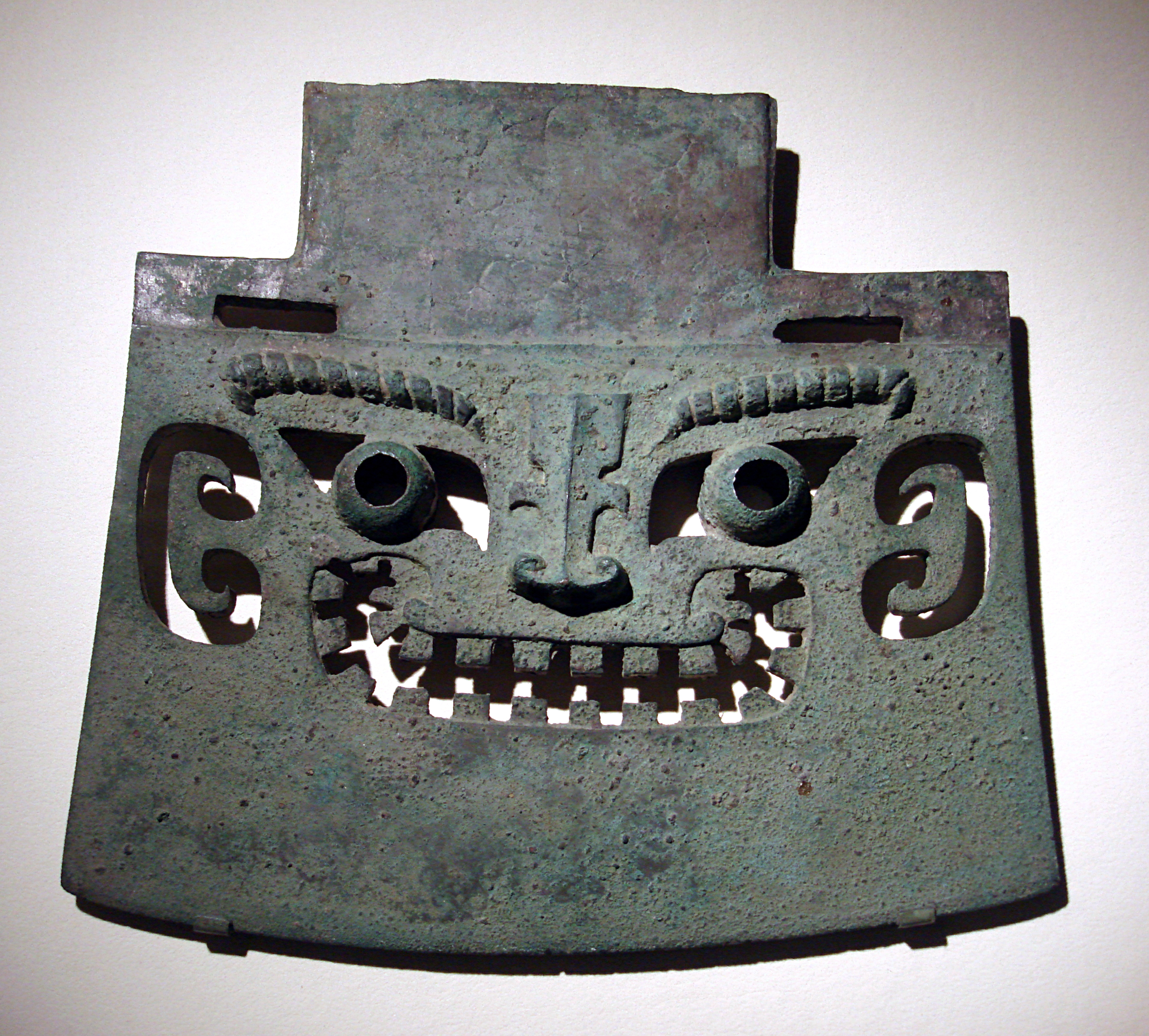
中国山東省亜醜族の青銅製・人面文大鉞。殷（商代）において亜醜族は商の王と親密な関係を築いており、鉞は軍事的政治的儀式的な権限を象徴する武器として、首長が保持していたと考えられている。

斧の刃を下に向けたものが象形字「王」となった。これは古代中国の王が、罪人や反逆者を斧を用いて裁く権限を持っていたことに由来する。そこから、軍権・専断権の象徴となった。配下にそれらの権限を与える際には斧鉞を与えている（符節もしくは仮節鉞）。日本武尊や神功皇后の持つ鉞によって権力の移譲された記述をみるに古代日本にも風習が伝来していたようである。
中国では霊力を持つと考えられ、玉座の前での儀式に使用された。古代王朝・殷においては、巨大な銅製の鉞で人身御供（多くは、罪人や捕虜）の首を刎ね、供物として神に捧げた。
歴代の皇帝が着ていた袞衣のデザイン「十二章」にも「果断（ためらわない決断）」の象徴として取り入れられ、中華民国の1913年2月-1928年12月までの国章ともされた。

### 日本

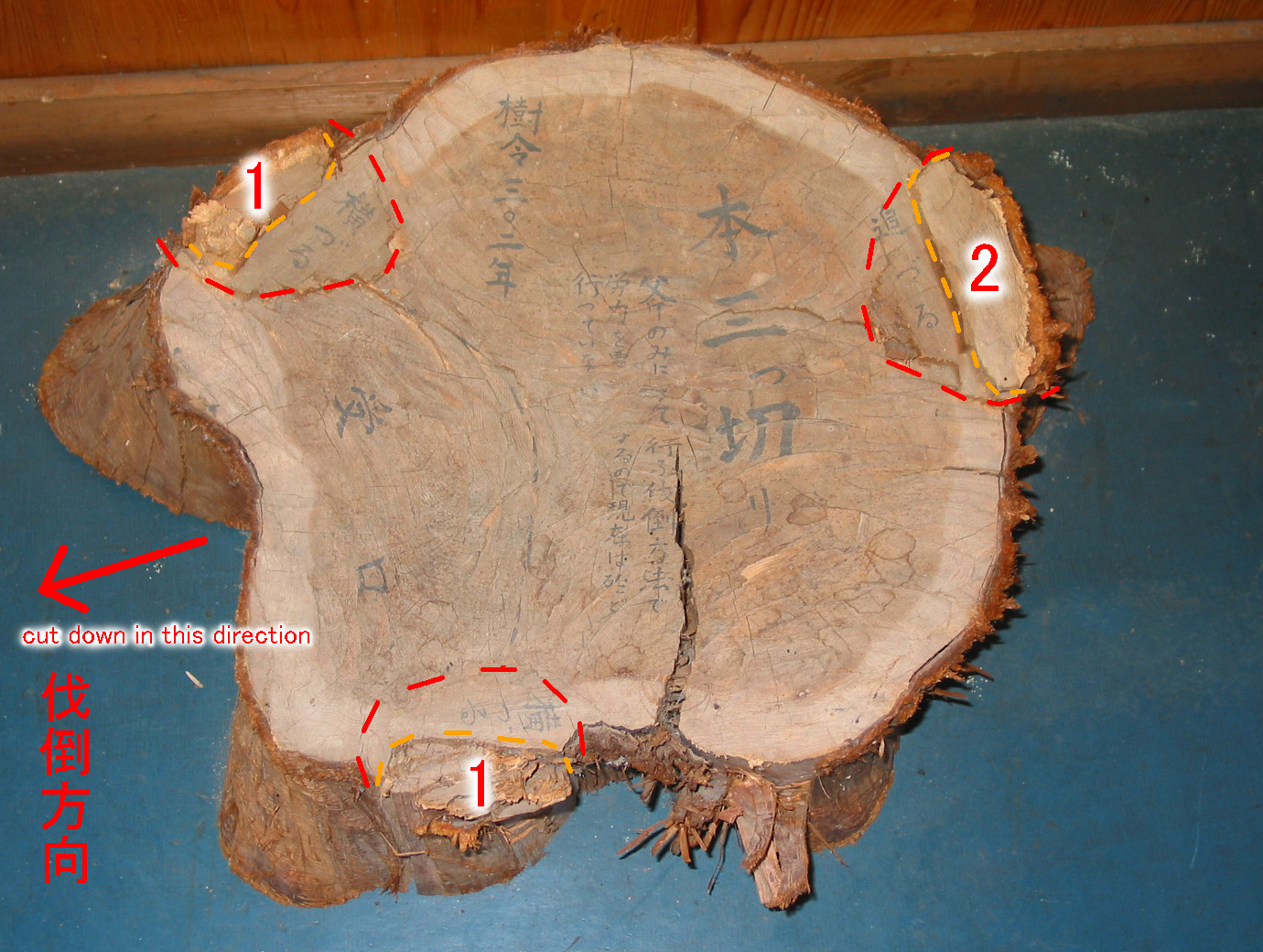
三ツ緒伐りで伐採されたヒノキの切り株。幹が3本脚の状態で立つ状態に斧でえぐり、最後に3本脚の1本を切断して倒す

日本でも、斧は神事にも用いられており、その代表例は伊勢神宮の神宮式年遷宮に用いられる用材の伐倒式である。これは斧入れ式と呼ばれ、古来から伝わる「三ッ緒伐り」という方法で2本の檜の巨木を伐採する。
まず木の3方向から斧でえぐる様に伐りこみ、3つの切り込みが木の中で繋がって木が「三本足」の状態で幹を支えている状態にする。最後に三本足のうちの1本を切断すれば、木は反対方向に倒れる。この方法で、2本のヒノキが重なるように倒す。近年では、1997年に岐阜県加子母村の国有林内で行われた。チェンソー全盛の時代でも、伊勢神宮では次の式年遷宮のため、専門の樵がこの伐採方法を伝承している。この伐採法では絶対に芯抜けが起きないため材木が無駄になりにくいという利点がある。特に巨大な木の場合は足を四本にした「行灯」と呼ばれる方法で伐採する。ケヤキなどの割れやすい木材の場合は、割れの防止のために斧で彫り込んだ穴の内部で火を燃やして炭化させてから倒す方法などを用いる。
長野県諏訪大社の御柱祭でも、儀式に使用される樅の大木は斧と鋸を利用した昔ながらの方法で伐採される。山から下ろされた巨大な丸太は支える綱を斧で切断されて「木落し坂」を滑り落ち、最終的には斧で先端を削られた後、諏訪大社の境内に立てられる。
日本の伝統的な伐採斧の刃には７ツ目、脂抜き、流し目などと呼ばれる一方の側面に3本、もう片方に4本刻まれた筋の模様がある。これは地方によって様々に異なる解釈や伝承があり発祥も定かではないため多数の説がある。山の神と火の神、鉄の神に敬意をはらう意味であり、同時に「三を四ける」つまり「身を避ける」で、危険な山仕事の最中、事故から身を守るために信仰として刻まれたものであるという説がある。
また他に、3本の筋には伊弉諾尊、天照皇大神、伊弉冉尊、4本の筋に八幡大神、春日大神、豊受大神、猿田彦大神の四大神を祀っているという解釈がある。宮大工の西岡常一による説では三本の筋をミキと呼び酒を表し、四本の筋をヨキと呼び地水火風、つまりこの世の四方山の山海の幸を表す。深山ではお供え物を持参することが不可能なためお供え物を表した斧をこれから切る木に供えて木を切らせてもらうことについての感謝や許可、作業の安全などを祈るために存在する模様であるとしている。この説の根拠としてすでに倒した木を加工する斫り斧や大工鉞には７ツ目が刻まれることはほぼ無いということがあげられる。

### その他
- Burying the hatchet（英語版） - 直訳「斧を埋める」で「和平」を意味する英語の慣用句。北米先住民イロコイ連邦の慣習に由来する。

## 斧の形式

### 木の切断・成型のための斧

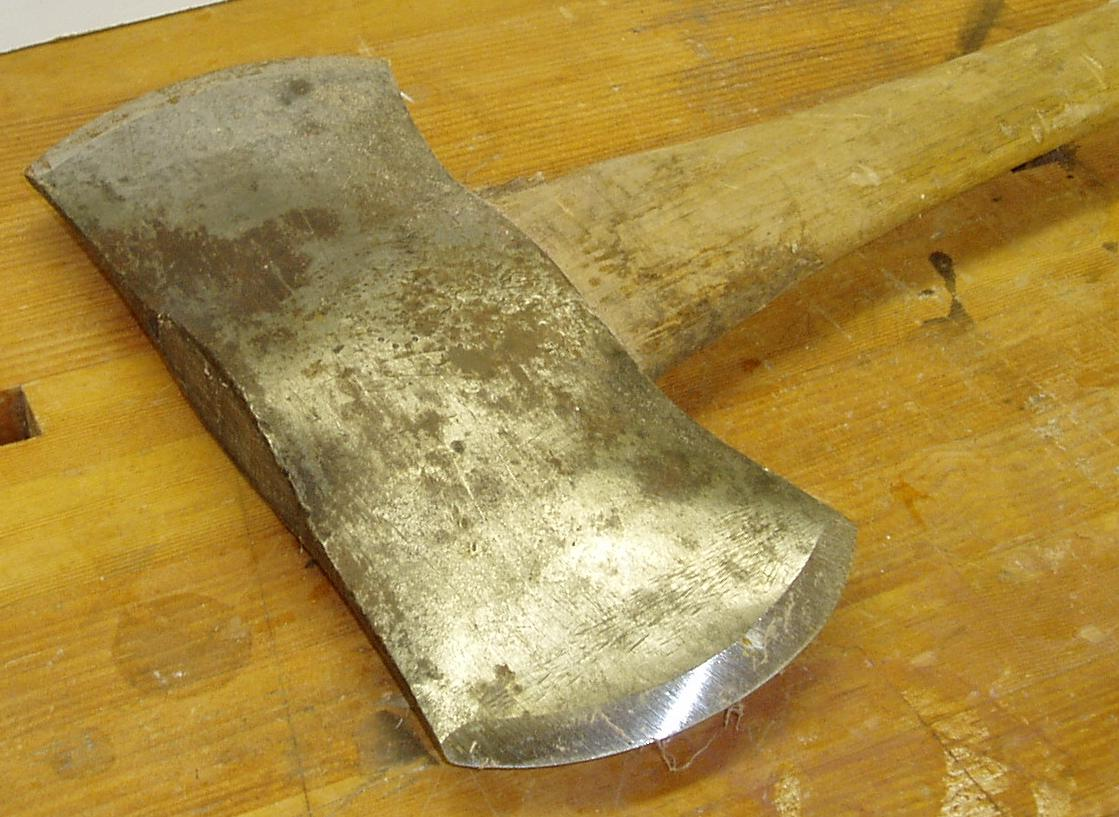
両刃式の伐採斧

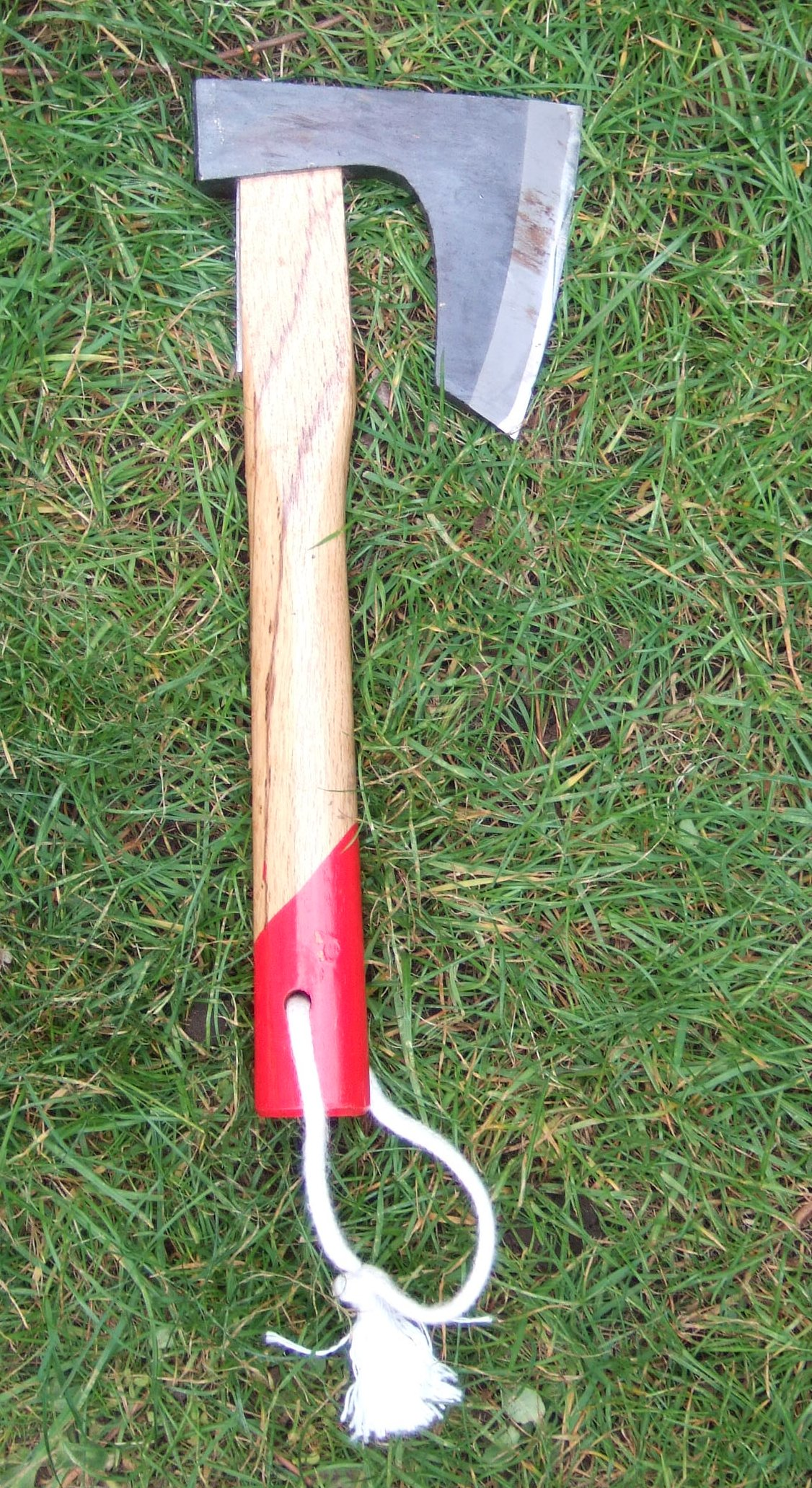
鉞

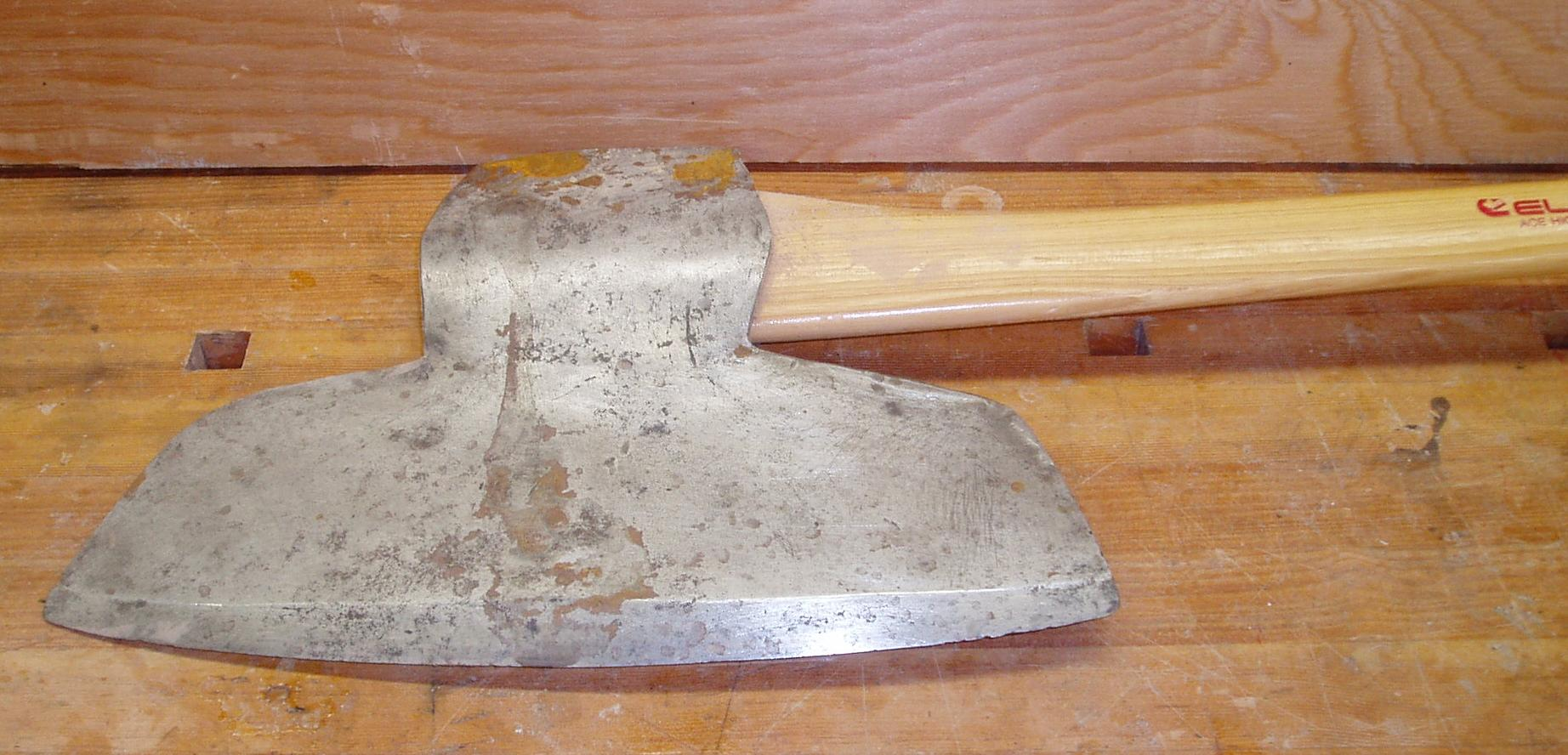
ブロードアックス

フェリングアックス（伐採斧）

木を伐るなど、木材を木目と垂直に切るためのもの。木の繊維を軽快に切断できるよう、刃は薄く、鋭い。片刃または両刃があり、また重量、形、柄の形状、切断する素材の特性に合わせた切断形状には様々なものがある。特に北米では、伐る樹木の硬さに合わせて刃を使い分けるために「両刃斧」が広く使用されている。日本式の伐採斧は「よき」とも呼ばれ、木に深く打ち込めるよう、刃渡りが狭く、峰から刃までが長い。特に北海道のサッテ（去手）と呼ばれる斧はそれが顕著で横に振る際にブレを生じやすく、操作には熟練を要する。
スプリッティングアックス（薪割り斧）
薪割りなど。木材を木目の方向に分割するために使用される。刃は分厚くて重く、くさびに近い形状。西洋式の斧でも、柄は直線の場合が多い。
ブロードアックス（はつり斧・まさかり）

斧よりも刃渡りの部分が長く、柄に差し込む部分(ひつ)と刃の間がくびれている縦斧。
丸太の側面を削ぎ、角材を作り上げるために使われる。刃の形状はのみ状（片面は平らで、もう片面は斜角がつけられた刃）で短い柄が装着されより精密な作業が可能なように作られている。「鉞」「刃広」「たつき」と呼ばれる日本式のそれは土佐のものを除き、そのような刃の形状ではなく、1回での作業量を多くするために、刃渡りは20センチメートル以上、柄の長さは1メートル以上に達し、重量3 - 4キログラム弱の非常に大型の斧である。
製材時に丸太の表面を削ぎ落とすほか、小さい木の枝を落とす（枝払い）、木の成長過程で育ちの悪い枝を除去する（枝打ち）ことなどに主眼を置いた工具である。
釿（ちょうな）
鍬に似た形状をした横斧。木材の粗削り用工具として世界中で使われた。

### 武器としての斧

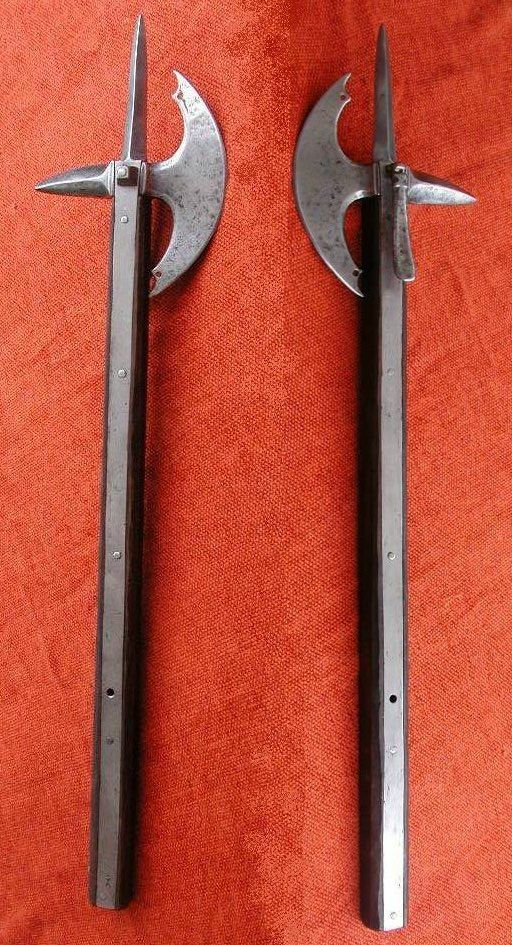
中世の戦斧

斧は庶民の生活の道具であったがために規制を受けず、刀や弓と異なり訓練を受けることなく利用できたことから、古今東西に武器として特化した斧が存在する。日本の律令時代では兵が装備するものとして、斧1つ、小斧1つ、手鋸1つなどが記されており、斧が兵装として認識されている。また、漢字の「王」の字は闘斧に由来し、クレタ島のミノス文明における王権の象徴も双闘斧がたびたび用いられている。
柄を長くして破壊力を増したもの
- 戦斧（バトルアックス）
- ハルバード
- 大斧（鉞）

目標に向かって投擲する投げ斧
- フランキスカ

また、戦場では武器として以外にも攻城用（壁、石垣の破壊等）や陣地整備用の工具としても使用された。フランス外人部隊の工兵は、通常の服装・装備は他部隊と共通である一方、式典の礼装では小手付き手袋と革製エプロンとを着用し、右肩に斧を携えた姿となる。

### その他の目的の斧

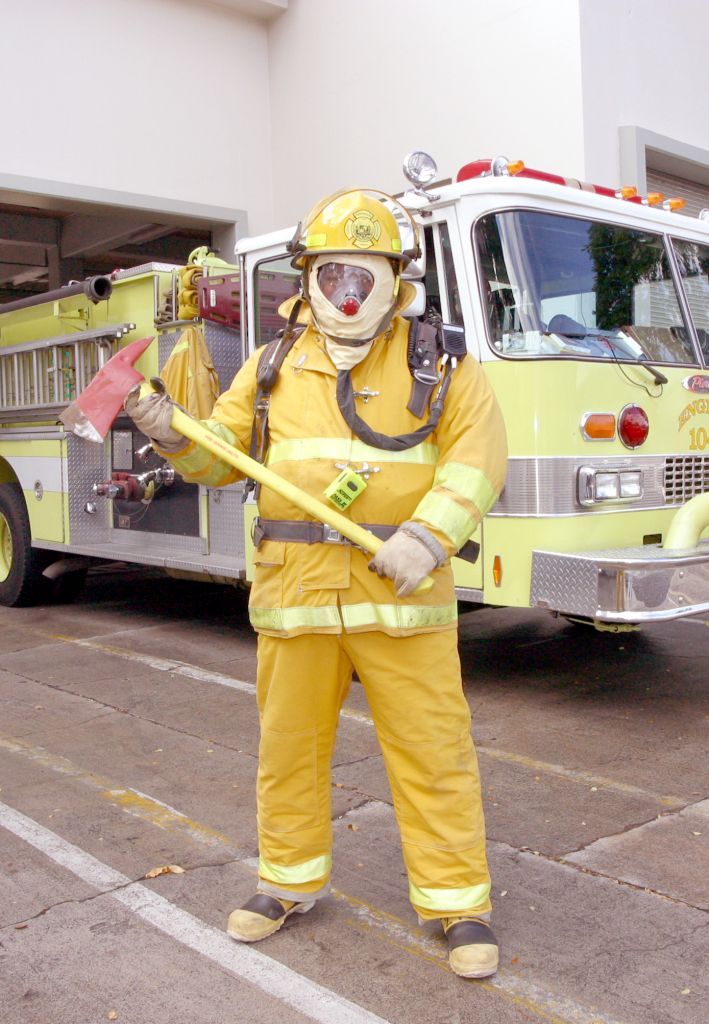
消防斧を持つ消防士

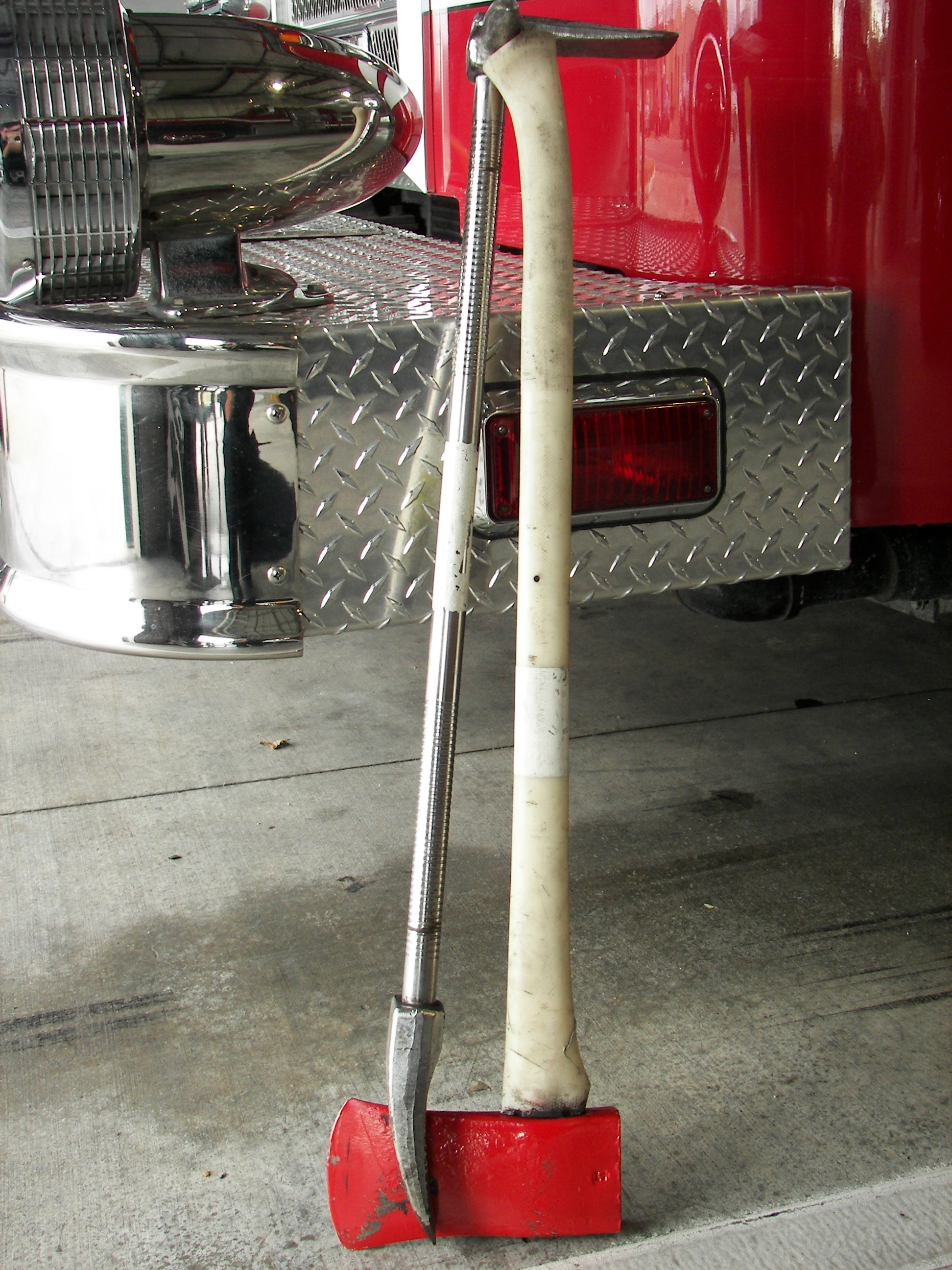
消防器具ハリガン・バーと斧を合わせた「set of iron」

釿
木工用の横斧。木を削る作業に使われる。
消防斧、消火斧
刃の反対側にピッケル状の尖った台が付いた斧。消火活動の際、建物に侵入するため窓を壊したり、障害物を破壊するために使う。
プラスキー
刃の後部につるはしを備えた斧。根のまわりを掘ったり根を切ったりするために使う。マクラウド（くわと熊手を組み合わせたような道具）に加えて、山火事の消火、道路建設、やぶの開墾などに利用される。
スプリッティングモール
単純な「くさび」から複雑な意匠へ発展した割るための道具。スレッジハンマーの打撃面の反対側に重いくさび形の頭を持つ。このほか、円錐形の「刃」や、旋回する「小くさび」をもつものもある。
ハリガン・バー
釿もしくは横斧とバールを組み合わせた道具。警察や消防が建造物に突入する際に使用する。通常の斧や消防斧と合わせmarried setまたはset of ironと呼ばれる。
ピッケル、アイスバイル
積雪期の登山に使うつるはしのような形の道具。薄い刃が付けられており「Ice axe」と呼ばれる。

## 文化
斧が重要なモチーフになっている物語
- 「金の斧」（イソップ寓話） - 川に斧を落とした樵の前にヘルメースが現れ、落としたのはこの金の斧か、銀の斧か、鉄の斧か、と順に尋ねる。樵は正直に「鉄の斧」だと答えたため、褒美として金と銀、鉄のすべての斧を手にした。それを聞きつけた不正直な男が、川にわざと鉄の斧を投げ込む。金の斧を持って現れたヘルメースに男は「私が落としたのはそれです」と答えたため、嘘つきの罰としてすべての斧を奪われた、というお話。
- 日本の昔話や童謡の金太郎は「まさかりを担いで熊の背に乗っている」と描写されている。
- 『犬神家の一族』（横溝正史） - 家宝の「斧、琴、菊（よき、こと、きく）」による見立て殺人を、私立探偵の金田一耕助が解決する推理小説。

イベント
- アイスコラリ（英語版） - 斧で丸太を割るゲーム。バスク地方の他、オーストラリア、ニュージーランドでも見られる。
- 斧始祭（おのはじめのまつり） - 大宰府天満宮で、宮大工が斧を使い仕事の無事を祈る儀式。